# Werner Fiehler

Werner Fiehler (1910)

Heinrich „Heinz“ Werner Fiehler (* 3. März 1889 in Bayreuth; † 1952 in Stuttgart) (Pseudonym: Heinz Werner, Heinz Werner Wulff) war ein deutscher Schriftsteller und politischer Aktivist. Er wurde bekannt als einer der Angeklagten des sogenannten „Kleinen Hitler-Prozesses“ von 1924.

## Leben und Tätigkeit

Heinrich und Emma Fiehler mit Söhnen und Töchtern (um 1910): Nr. 1: Werner Fiehler; Nr. 4: Hans Fiehler; Nr. 5: Karl Fiehler

Fiehler war der älteste Sohn des Baptistenpredigers Heinrich Fiehler (1858–1945) und dessen Ehefrau Emma, geborene Wulff. Er hatte sechs Geschwister. Drei seiner Brüder, unter ihnen der Münchner Oberbürgermeister Karl Fiehler, waren ebenfalls Anhänger der Hitler-Bewegung. Hans Fiehler, der zweitälteste Sohn der Pastorenfamilie, war Pazifist und Gegner des Nationalsozialismus.

### Jugend und Erster Weltkrieg
In seiner Jugend besuchte Fiehler die Bürgerschule sowie die Städtische Handelsschule in München. Ab Frühjahr 1915 nahm er als Kriegsfreiwilliger beim 1. Badischen Leibgrenadier-Regiment Nr. 109 am Ersten Weltkrieg teil. Während des Krieges wurde er Mitarbeiter des Champagne-Kameraden, der Feldzeitung der 3. Armee. Von Ende 1917 bis zum Kriegsende war er Schriftleiter dieser Zeitung.

### Weimarer Republik
Nach dem Krieg war Fiehler bis Anfang 1920 Mitglied des sogenannten Deutschen Ausschusses für das Herzogtum Schleswig in Flensburg, der sich für einen Verbleib von Nordschleswig beim Deutschen Reich beziehungsweise gegen einen Anschluss dieser Gebiete an Dänemark einsetzte. Im Vorfeld der Volksabstimmung über den Status der Provinz trat Fiehler als Versammlungsredner auf und warb in Zeitungsartikeln und Flugblättern für den Verbleib der nördlichen Grenzgebiete beim Deutschen Reich. Während dieser Zeit gehörte Fiehler von 1920 bis 1921 der Deutschen Volkspartei (DVP) an.
Mitte 1922 kehrte Fiehler in seinen kaufmännischen Beruf zurück und ließ sich zum Jahresende in München nieder. Dort wurde er Mitglied der NSDAP sowie des Stoßtrupps Hitler, mit dem er am 8. und 9. November 1923 am Hitler-Putsch teilnahm. Als er zu Weihnachten 1923 von seiner bevorstehenden Verhaftung wegen der Teilnahme an dem gescheiterten Umsturzunternehmen vom November 1923 erfuhr, entzog er sich der Festnahme durch Flucht nach Südamerika, wo er bis 1929 in verschiedenen Staaten als Kaufmann und Journalist arbeitete.
Im April 1924 wurde Fiehler im sogenannten „Kleinen Hitler-Prozess“ gegen vierzig Angehörige des Stoßtrupps Hitler in Abwesenheit vor dem Münchener Volksgericht zu einer Strafe von fünfzehn Monaten Festungshaft verurteilt.

### NS-Zeit
Nach seiner Rückkehr nach Deutschland nahm Fiehler eine Stellung bei der Firma Bayerische Warenvermittlung landwirtschaftlicher Genossenschaften an. Wegen der Unterschlagung von Firmengeldern wurde er am 1. August 1929 vom Strafgericht München zu einer Haftstrafe von fünfzehn Monaten auf Bewährung verurteilt.
1930 trat Fiehler erneut der NSDAP bei. Im selben Jahr wurde er Mitarbeiter – später Schriftleiter – der NSDAP-Zeitung Die Front sowie Mitarbeiter des Völkischen Beobachters, dessen Spezialberichterstatter im Bayerischen Landtag er von Anfang 1932 bis 1933 war.
Am 14. September 1933 wurde Fiehler in Schutzhaft genommen, weil er Urkunden mit dem Namen seines Bruders Karl, der inzwischen zum Oberbürgermeister von München avanciert war, gefälscht hatte, um sich unrechtmäßig Geld zu verschaffen.
Am 2. Februar 1936 wurde Fiehler wegen „Schädigung des Ansehens des Oberbürgermeisters Fiehler und der nationalsozialistischen Bewegung“ in Schutzhaft genommen und am 4. Februar 1936 ins Konzentrationslager Dachau eingeliefert. Er verblieb dort als Gefangener Nr. 9128 bis zum 28. September 1937. In einem 1937 verfassten Bericht aus dem KZ Dachau, der in den Deutschland-Berichten der Sozialdemokratischen Partei (Sopade) veröffentlicht worden ist, heißt es: „Alle drei Wochen wurden den Gefangenen die Haare kurz geschoren. Nur zwei durften bisher ihre natürliche Haarfrisur behalten: der Bruder des Münchner Oberbürgermeisters Fiehler und du Moulin Eckart.“ An anderer Stelle der Deutschland-Berichte wird von Vorträgen Werner Fiehlers berichtet, die er im KZ gehalten habe. Thematisch sei es in den Referaten um „Judentum und Geld“ gegangen. Er sei dabei aber auf kein großes Interesse seiner Mitgefangenen gestoßen.
Fiehler, der auf Druck der Parteileitung 1936 seinen Austritt aus der NSDAP erklärt hatte, erhielt nach seiner Entlassung aus dem Konzentrationslager einen Arbeitsplatz als Büroangestellter im Wanderhof Herzogsägmühle bei Schongau.
Im Januar 1939 siedelte Fiehler nach Nürnberg über, wo er noch im selben Monat wegen Vergehens gegen das Heimtückegesetz in Untersuchungshaft genommen wurde. Nachdem er sich zahlreicher Zechbetrügereien schuldig gemacht hatte, wurde er am 8. September 1939 vom Landgericht Nürnberg Fürth wegen Vergehens der Volltrunkenheit zu einer Gefängnisstrafe von sieben Monaten verurteilt, die durch die Untersuchungshaft als verbüßt galt. Anschließend wurde er in der Trinkerheilanstalt Hutschdorf bei Kulmbach untergebracht. Dort begegnete er 1941 der Hamburger Lehrerin Hannelore Glaser (später: Hannelore „Loki“ Schmidt), die mit ihrer Schulklasse wegen der Luftangriffe auf die Hansestadt 1941 nach Hutschdorf evakuiert worden war und in den unteren Räumlichkeiten der Trinkerheilanstalt eine Bleibe gefunden hatte. Werner Fiehler musizierte mit den Schulkindern und organisierte eine „Sing- und Zirkusvorstellung“, „bei der [er] mit einem Zylinderhut den Zirkusdirektor spielte“. Seinen Zwangsaufenthalt in der Anstalt begründete er Hannelore Glaser gegenüber mit seinem Austritt aus der NSDAP, den man in der Partei nicht als Privatsache angesehen habe. Er sei ja schließlich der Bruder des Münchner Oberbürgermeisters. Zum Nationalsozialismus, zu dem er sich voller Begeisterung in den 1920er Jahren bekannt hatte und deshalb 1933 mit dem goldenen Parteiabzeichen belohnt worden sei, habe er sich nach der sogenannten Machtergreifung immer mehr distanziert.
Ab 1939 begann Fiehler, sich schriftstellerisch zu betätigen. Er verfasste hauptsächlich Romane, außerdem ein Lustspiel (Kurswechsel in der Utopie). 1941 wurde er von der Reichsschrifttumskammer mit einem Veröffentlichungsverbot belegt, so dass einige seiner bereits fertiggestellten Werke nicht mehr an die Öffentlichkeit gelangten.

## Schriften
- Der Kampf um die Mine San Pedro. Ein Abenteuer-Roman aus der Atacama-Wüste in Nordchile. 1941. (unter dem Pseudonym Heinz Werner)
- Ein Mädchen verschwindet. 1941.
- Das Lächeln der Monalisa. (wegen Publikationsverbots der Reichsschrifttumskammer nicht mehr zur Veröffentlichung gelangt)
- Ein Minnesänger reitet. (wegen Publikationsverbots der Reichsschrifttumskammer nicht mehr zur Veröffentlichung gelangt)